# Вільямс-Прейрі-Медов 1A
Вільямс-Прейрі-Медов 1A (англ. Williams Prairie Meadow 1A) — індіанська резервація в Канаді, у провінції Британська Колумбія, у межах регіонального округу Балклі-Нечако.

## Населення
За даними перепису 2016 року, індіанська резервація нараховувала 15 осіб, показавши зростання на 50,0%, порівняно з 2011-м роком. Середня густина населення становила 22,1 осіб/км².

## Клімат
Середня річна температура становить 2,7°C, середня максимальна – 18,7°C, а середня мінімальна – -17,5°C. Середня річна кількість опадів – 538 мм.
| Клімат поселення                              | Клімат поселення | Клімат поселення | Клімат поселення | Клімат поселення | Клімат поселення | Клімат поселення | Клімат поселення | Клімат поселення | Клімат поселення | Клімат поселення | Клімат поселення | Клімат поселення | Клімат поселення |
| Показник                                      | Січ.             | Лют.             | Бер.             | Квіт.            | Трав.            | Черв.            | Лип.             | Серп.            | Вер.             | Жовт.            | Лист.            | Груд.            |                  |
| Середній максимум, °C                         | −4,7             | −1               | 4,12             | 9,75             | 14,86            | 18,66            | 18,00            | 17,48            | 13,02            | 7,35             | −0,32            | −5,8             |                  |
| Середня температура, °C                       | −11,07           | −7,39            | −2,26            | 3,38             | 8,48             | 12,28            | 14,47            | 13,95            | 9,50             | 3,82             | −3,84            | −9,33            |                  |
| Середній мінімум, °C                          | −17,46           | −13,76           | −8,62            | −3               | 2,10             | 5,91             | 10,95            | 10,42            | 5,98             | 0,30             | −7,36            | −12,86           |                  |
| Норма опадів, мм                              | 51               | 32               | 30               | 25               | 39               | 60               | 58               | 48               | 47               | 51               | 48               | 49               |                  |
| Середньомісячна швидкість вітру, м/с          | 1.60             | 1.70             | 1.90             | 2.10             | 2.10             | 2.00             | 1.90             | 1.70             | 1.70             | 1.90             | 1.88             | 1.60             |                  |
| Середньомісячна сонячна радіація, кДж/м²·день | 2315             | 4969             | 9945             | 15066            | 18831            | 20442            | 20016            | 16889            | 11175            | 5834             | 2694             | 1663             |                  |
| --------------------------------------------- | ---------------- | ---------------- | ---------------- | ---------------- | ---------------- | ---------------- | ---------------- | ---------------- | ---------------- | ---------------- | ---------------- | ---------------- | ---------------- |
| Джерело:                                      |                  |                  |                  |                  |                  |                  |                  |                  |                  |                  |                  |                  |                  |